# Gastropholis prasina
Gastropholis prasina är en ödleart som beskrevs av  Werner 1904. Gastropholis prasina ingår i släktet Gastropholis och familjen lacertider. Inga underarter finns listade i Catalogue of Life.